# Gall Anonim

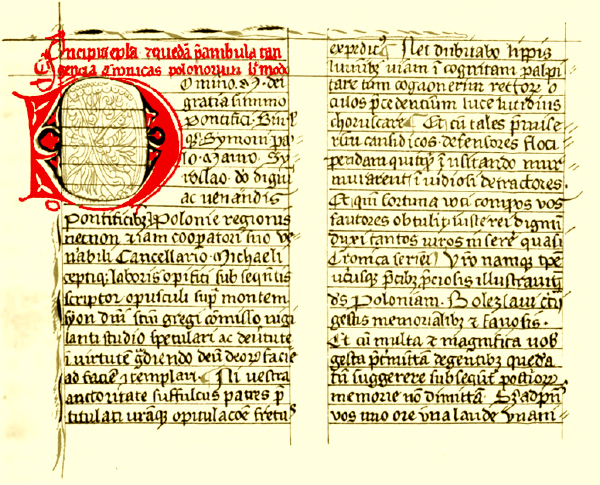
Początek tekstu Kroniki polskiej autorstwa Galla Anonima w najstarszym zachowanym rękopisie, tzw. Rękopisie Zamoyskich z XIV wieku

Gall Anonim (łac. Gallus Anonimus) lub Anonim, tak zwany Gall (ur. w XI w., zm. po 1116) – anonimowy autor Kroniki polskiej. Mimo cudzoziemskiego pochodzenia uważany jest za pierwszego polskiego kronikarza. Określenie Gall Anonim wynika z tradycji literackiej sięgającej XVI wieku oraz niepisanej umowy nowożytnych badaczy. Część współczesnych uczonych jest zdania, że bardziej poprawny jest termin Anonim, tak zwany Gall.
Od XVI wieku historycy starali się ustalić imię autora XII-wiecznej Kroniki polskiej, miejsce jego pochodzenia i środowisko, z którego się wywodził oraz datę jego przybycia do Polski. Każde kolejne pokolenie badaczy zajmujących się wczesną historią Polski stawiało podobne pytania. Odpowiedzi opierają się wyłącznie na poszlakach i nie mogą rościć sobie prawa do pewności. Tożsamość autora Kroniki jest uważana za kwestię homerycką polskiej historii i literatury. Niemal każdy, kto zajmował się dziejami kraju i piśmiennictwem polskim, miał w tej sprawie własne zdanie. Wynika to z powszechnego uznania Kroniki za pierwsze dzieło literatury polskiej, a także z jej treści, którą stanowią najstarsze dzieje Polski, jej rozmiaru, artystycznej formy oraz wpływu jaki miała przez stulecia na piśmiennictwo i kulturę. Badacze spoza Polski uważają Anonima za autora jednego z najcenniejszych tekstów, jaki powstał w średniowiecznej Europie Środkowej.
Sformułowano wiele hipotez o pochodzeniu Anonima z różnych stron Europy. W XIX wieku najpopularniejszy był pogląd, że pochodził z północnej Francji – pogranicza Walonii i Flandrii. W XX wieku przeważała hipoteza, że jego korzeni trzeba szukać bardziej na południu Francji – w prowansalskim St. Gilles (skąd miał udać się na Węgry) lub w okolicach Orleanu i Tours. Na początku XXI wieku pojawiły się argumenty jakoby Anonim pochodził z północnych Włoch lub Dalmacji i był najprawdopodobniej Wenecjaninem. Dowodzą tej hipotezy rozmaitego rodzaju podobieństwa faktograficzne, stylistyczne i leksykograficzne z Historią o translacji św. Mikołaja Wielkiego autorstwa Mnicha z Lido.
Rozbieżność sądów o pochodzeniu i życiu Anonima – z postępem badań naukowych – zamiast zmniejszyć się, jeszcze bardziej się pogłębiła. W XXI wieku wydano wiele obszernych monografii, napisanych przez wybitnych specjalistów, w których wysunięto zupełnie nowe propozycje. Również wcześniej sformułowane hipotezy zyskały w najnowszych badaniach dodatkowe argumenty. Dużą nadzieję naukowcy pokładają w porównawczych analizach komputerowych tekstów średniowiecznych, niekiedy przynoszących zaskakujące rezultaty.

## Datacja życia Anonima

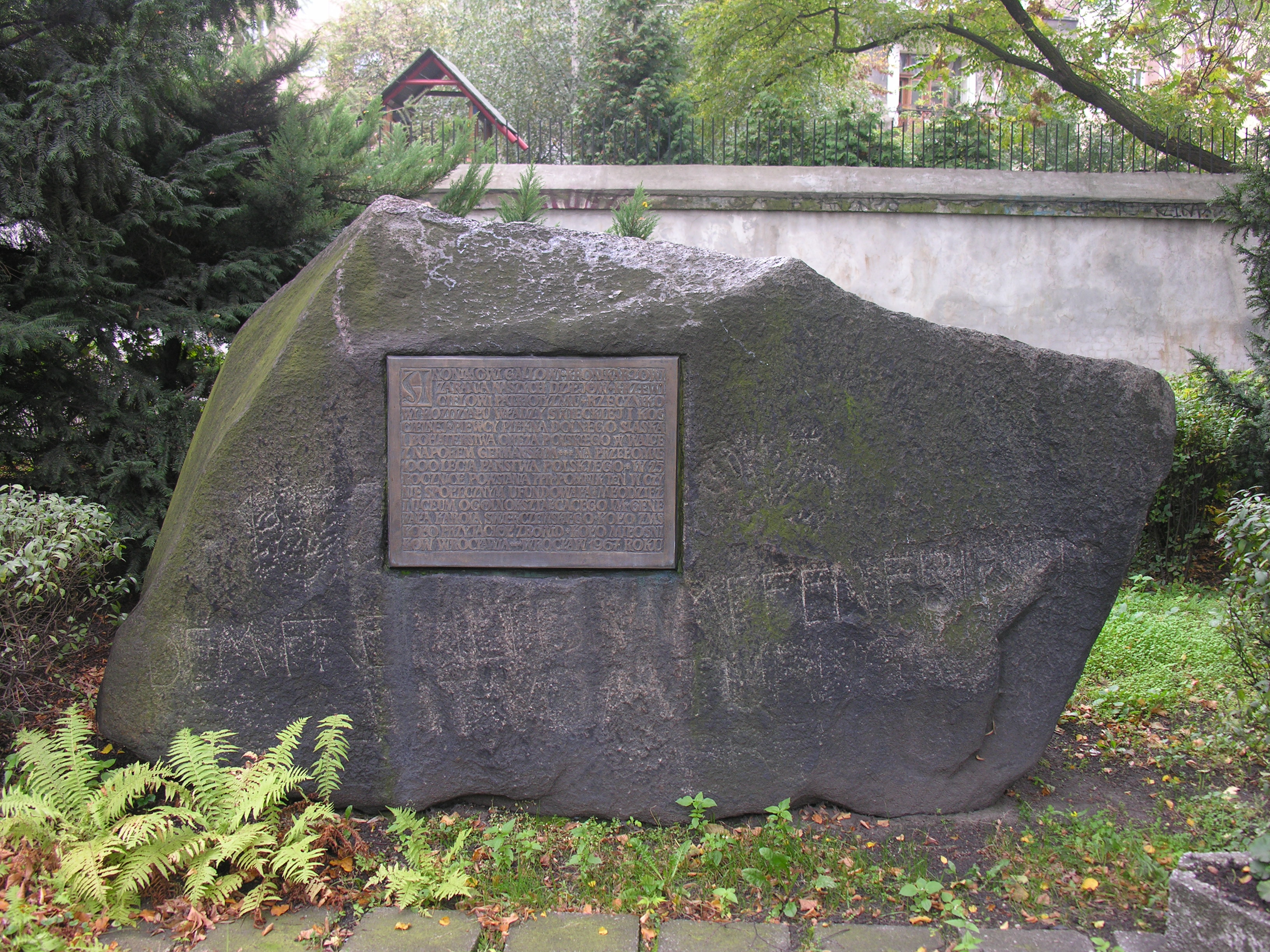
Głaz Galla Anonima we Wrocławiu

Informacje o życiu Anonima czerpiemy wyłącznie z jego Kroniki. Tylko raz napisał, że był naocznym świadkiem jakiegoś wydarzenia – pielgrzymki pokutnej Bolesława Krzywoustego do klasztoru świętego Idziego w Somogyvár na Węgrzech z roku 1113:
łac. Vidimus enim talem virum tantum principem tam deliciosum iuvenem primam karinam ieiunantem (…).
„Widzieliśmy bowiem takiego [znacznego] męża – zarówno księcia, jak i dorodnego młodzieńca – od początku [wielkiego] postu głodzącego się”.
Jest to też jedyna pewna data z życia Galla – w wielkim poście roku 1113 kronikarz jechał w orszaku Krzywoustego z Węgier, aby na Wielkanoc przybyć do Gniezna. Prawdopodobnie była to jego pierwsza wizyta w Polsce, bo we wstępie Anonim dedykuje swoją kronikę m.in. biskupowi Żyrosławowi, który objął katedrę wrocławską w roku 1112. Nie mógł Gall tytułować go biskupem wcześniej, a to oznacza, że pracy nad kroniką nie zaczął przed rokiem 1113. Jak można wnosić z tekstu, był już wtedy gruntownie wykształcony, po ślubach zakonnych, stąd datę jego narodzin można przesunąć dość głęboko w XI wiek.
Pod koniec kroniki, w księdze trzeciej, Anonim wspomina króla Węgier Kolomana jako osobę żyjącą. Władca ten zmarł 3 lutego 1116 roku, a wobec ówczesnych bliskich związków polsko-węgierskich, wiadomość dotarła do Polski zapewne już po kilku tygodniach. Dlatego ostatnie fragmenty mogły powstać najpóźniej w pierwszej połowie 1116 roku. Swoje dzieło Anonim podyktował więc między rokiem 1113 a 1116.
Anonima protegował kanclerz Michał z możnego rodu Awdańców aż do niejasnego zatargu politycznego z lat 1116–1118, który był zapewne również kresem kariery kronikarza w Polsce. Kanclerzowi dedykowane były księgi pierwsza i druga. W spisanym najprawdopodobniej na początku 1116 roku wstępie do księgi trzeciej imię Michała już się nie pojawiło. W 1117 roku został usunięty z urzędu i oślepiony palatyn Skarbimir z rodu Awdańców, wychwalany przez Galla. Konflikt Awdańców z Bolesławem Krzywoustym stał się zapewne powodem przerwania pracy nad kroniką. Anonim prawdopodobnie opuścił Polskę między rokiem 1116 a 1118.

## Anonim o sobie

### Anonimowość

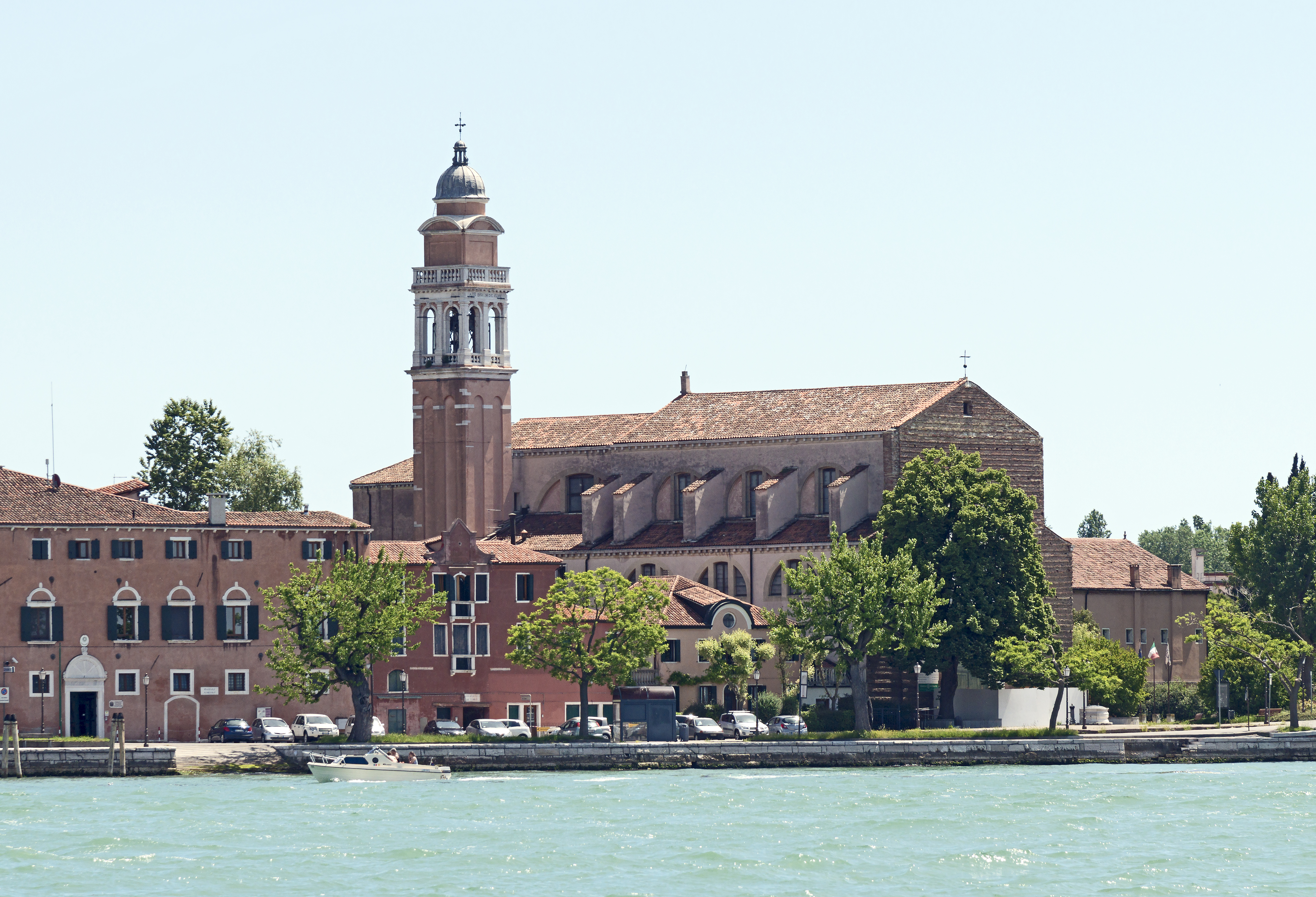
Kościół i klasztor św. Mikołaja na wyspie Lido koło Wenecji. Według zwolenników hipotezy weneckiej z tym miejscem związany był Gall Anonim zanim przybył do Polski

Autor Kroniki nie wymienił nigdzie własnego imienia. Co więcej, wydaje się, że anonimowość była z jego strony zamierzona, bo w przedmowie do biskupów polskich napisał:
łac. Igitur ne viles personœ videamur vanitatis fimbrias dilatare, codicellum non nostro decrevimus sed vestris nominibus titulare.
„Więc aby nie wydawało się, że mało znaczące osoby powiększają obramowania [szat] próżności postanowiliśmy, że ten kodeks będzie tytułowany nie naszymi, lecz waszymi imionami”.

### Wygnaniec i pielgrzym
Większość komentatorów i tłumaczy nie miało wątpliwości, że autor Kroniki polskiej uważał się za będącego w drodze wędrowca. Nie pochodził z Polski, a sam siebie określił wygnańcem i pielgrzymem (łac. exul et peregrinus). Gall-Anonim, jak wiemy, nie był Polakiem, lecz przybyszem z obcych stron – twierdził Stanisław Kętrzyński. Inaczej wyrażenie exul et peregrinus rozumiał Gerard Labuda. Jego zdaniem Anonim był „wygnańcem i banitą”, który w Polsce szukał schronienia.
We wstępie do księgi trzeciej Anonim napisał:
łac. Prímum omnium vos scire voló, fratres carissimi, quia tantum opus non ideo cœpi, ut per hoc fimbrias meœ pusillanimitalis dilata rem, пес ut patriam vel parentes meos exul apud vos et peregrinus exaltarem, sed ut aliquem fructum mei laboris ad locum meœ professionis reportarem.
„Przede wszystkim chcę byście wiedzieli, bracia najmilsi, iż nie dlatego podjąłem się takiego dzieła, aby przez nie powiększać obramowania [szat] mojej małoduszności, albo wywyższać się ojczyzną lub rodzicami, u was wygnaniec i pielgrzym, lecz aby jakiś owoc mej pracy zabrać do miejsca mojej profesji”.
Na podstawie tego zdania większość badaczy uznała Anonima za mnicha, bo zamierzał po ukończeniu pracy w Polsce powrócić do miejsca, gdzie złożył śluby zakonne, czyli do nieznanego z nazwy locus professionis. August Bielowski, a za nim zwolennicy hipotezy francuskiej↓, uważali go za mnicha z opactwa św. Idziego w St. Gilles; według Maxa Gumplowicza i zwolenników hipotezy flandryjsko-walońskiej↓, był mnichem opactwa św. Wawrzyńca w Liège. Natomiast zwolennicy hipotezy weneckiej↓ utożsamiają Anonima z nieznanym z imienia mnichem klasztoru św. Mikołaja na wyspie Lido.
Jak niedawno zwrócił uwagę Johannes Fried, wzmiankę o locus professionis można zinterpretować inaczej, że Gall niekoniecznie żył według Reguły św. Benedykta, zwłaszcza iż Psalmy cytuje nader rzadko i to mimo regularnego odwoływania się do cytatów biblijnych. „Professio” nie musiało dotyczyć ślubów zakonnych, mogło odnosić się do duchowieństwa świeckiego, albo do profesji, czyli zawodu lub rodzaju działalności. Gall mógł być na przykład kanonikiem bądź zwierzchnikiem szkoły biskupiej.

### Nadzieja na zapłatę

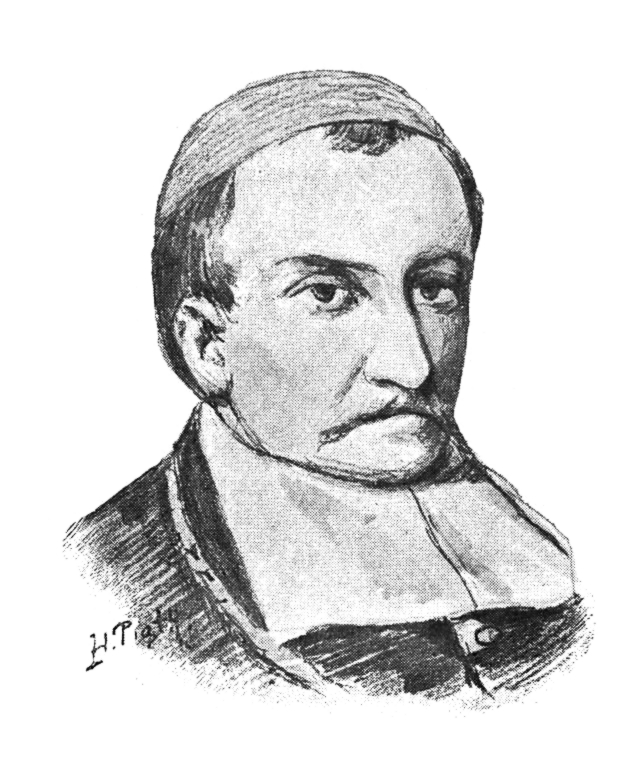
Imaginacyjny portret Galla Anonima autorstwa Henryka Piątkowskiego z 1898 roku; na podstawie XVIII-wiecznego obrazu olejnego z kolegiaty kruszwickiej

Praca nad Kroniką dawała Anonimowi utrzymanie w Polsce, o czym można przeczytać we wstępie do trzeciej księgi:
łac. (…) ut me quasi ceteris prœfaendo vel quasi facundiorem in sermone referendo hunc laborem suscepi, sed ut otium evitarem, et dictandi consuetudinem conservarem, et ne frustra panem Polonicum manducarem.
„(…) nie po to, abym wynosił się ponad innych, czy abym zalecał siebie za bardziej biegłego w mowie [od innych], podjąłem tę pracę, lecz by uniknąć lenistwa i zachować wprawę w dyktowaniu, i by na próżno nie jeść polskiego chleba”.
Kronikę pisał Anonim zapewne na zamówienie, z nadzieją na materialną nagrodę. O tę nagrodę dopominał się we wstępach do całej pracy i do księgi drugiej, a hojność Bolesławów Chrobrego i Szczodrego z podejrzanym naciskiem stawiał za wzór Krzywoustemu. We wstępie do Kroniki Anonim napisał:
łac. (…) nostrum vero laborem laborisque talionem vestrœ discretionis arbitrio fiducialiter committamus. Spiritus sancti gratia, quœ vos dominici gregis pastores ordinavit, tale suggérât consilium vestrœ menti, quatenus princeps digna det muñera promerenti (…).
„(…) naszą zaś pracę i zapłatę za pracę z zaufaniem powierzmy waszemu rozważnemu sądowi. Oby łaska Ducha Św., która was wyświęciła pasterzami trzody Pańskiej, taką podsunęła radę waszym umysłom, ażeby książę dał godną nagrodę zarobkującemu (…)”.
Kłopoty, jakie miał Anonim z uzyskaniem zapłaty, Stanisław Kętrzyński wiązał z niezadowoleniem biskupów z treści niektórych fragmentów Kroniki: oczywistą jest rzeczą, że jeżeli po pierwszej i drugiej księdze (…) cechy dzieła stanęły na przeszkodzie do odpowiedniego wynagrodzenia autora, to po napisaniu księgi trzeciej, nie powinien był się już niczego spodziewać. Gwałtowna ta odpowiedź, skrajne jej zasady, musiały odwrócić od niego zupełnie biskupów, przez których jedynie mogła spłynąć nań zapłata, czy bezpośrednio z ich ręki, czy pośrednio przez nich z książęcego dworu.
Najwymowniejszy przykład domagania się nagrody, nadal nie otrzymanej po napisaniu pierwszych dwóch ksiąg, znajdujemy we wstępie do trzeciej księgi:
łac. (…) ne mercedem tanti laboris impediat vel odium vel occasio meœ cuiuslibet vanitatis. Nam si bonum et utile meum opus honori patriae a sapientibus iudicatur indignum est, et inconveniens, si consilio quorundam artifici merces operis auferatur.
„(…) aby [otrzymaniu] płacy za tyle pracy nie utrudniała czyjaś [ocena mego dzieła] za marne, albo z nienawiści do mnie albo z [innej] przyczyny. Jeśli bowiem mądrzy [ludzie] oceniają me dzieło jako dobre i pożyteczne dla czci ojczyzny, to niegodnym i nieodpowiednim byłoby, gdyby za radą jakichś innych odebrano twórcy płacę za pracę”.

## Wykształcenie
Anonim był człowiekiem gruntownie wykształconym. Znał dobrze Wulgatę i używał zwrotów z niej zaczerpniętych, chociaż nie robił tego często. Nie był zagorzałym zwolennikiem klasycznej łaciny, bo reguły gramatyki stosował nonszalancko, nie dlatego że ich nie znał, ale nie wahał się od nich odstąpić, jeżeli było to dla niego wygodne.
Z tekstu może wynikać, że znał autorów starożytnych – Cezara, Owidiusza, Wergiliusza, Horacego, Liwiusza, Salustiusza i innych. Nawiązywał do żywota Karola Wielkiego autorstwa Einharda, być może też do Reginona z Prüm i Sigeberta z Gembloux. Znajdujemy w jego pracy wyraźne ślady traktatów o przywilejach monarszych. Jednak łacina była w czasach Anonima językiem komunikacji międzynarodowej, a to, co wydaje się cytatem ze starożytności, mogło zostać wyczytane u innego współczesnego Kronice autora albo być podobną reakcją językową odnoszącą się do analogicznej sytuacji.
Autor Kroniki przytaczał postacie mitologiczne – Marsa, Plutona, Proserpinę, Jowisza, Eumenidy, Parki, Cerbera i Acherona. Czerpał przykłady z historii starożytnej – Hektora, Priama, Hannibala, Aleksandra Wielkiego, Antiocha, Kleopatry. Wiedział, kim byli Medowie czy Persowie. Na wzór klasycznych autorów układał przemówienia i mowy okolicznościowe, które wkładał w usta bohaterów na polu walki, w radzie lub na łożu śmierci. Nieobce mu były zasady malarstwa, o których wspominał w przedmowie do drugiej księgi.

## Umowne imię Anonima

### Marcin Kromer

Glosa autorstwa Marcina Kromera, zapisana w XVI wieku na karcie tytułowej Rękopisu Heilsberskiego Kroniki polskiej. Najstarszy znany zapis, w którym anonimowy autor Kroniki został nazwany imieniem „Gall”

Wszystkie zachowane rękopisy Kroniki są anonimowe. W XVI wieku humanista, historyk, a od 1579 roku biskup warmiński Marcin Kromer, czytał Rękopis Heilsberski z tekstem Kroniki polskiej. W rękopisie, nad którym pracował Kromer, zachowało się kilka glos sporządzonych jego ręką po łacinie. W zapisce na karcie tytułowej rękopisu Kromer stwierdził: Gallus hanc historiam scripsit, monachus opinior aliquis, ut ex proemis conicere licet, qui Beleslai tertii tempore vixit („Tę historię napisał Gall, uważam że jakiś mnich, jak wolno wnosić ze wstępów, który żył w czasach Bolesława III”). Jest to najstarszy znany zapis, w którym autor Kroniki polskiej został nazwany Gallem.
Natomiast na dalszych kartach Rękopisu Heilsberskiego, w miejscu gdzie kopista przerwał przepisywanie Kroniki, Kromer zaznaczył zakończenie tekstu autorstwa Anonima za pomocą dopisku „aż dotąd Gall” (hucusque Gallus).
Rękopis Kroniki był dla Kromera jednym z podstawowych źródeł przy pracy nad jego Dziejami Polski do roku 1506. W dziele tym Kromer wspomniał o Anonimie, nazywając kronikarza określeniem „jakiś Gall” (Gallus quidam). Łacińskiego imienia Gallus, zapewne za Kromerem, użył też w roku 1587 Stanisław Sarnicki, wydając w Krakowie Annales sive de origine et rebus gestis Polonorum et Lituanorum libri octo.
Na tej podstawie we współczesnej nauce uważa się, że umowne imię Gall nadał Anonimowi właśnie Marcin Kromer.

### Jan Szczęsny Herburt

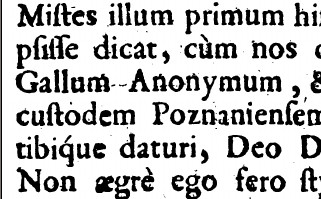
Najstarsze znane pojawienie się określenia Gall Anonim. Fragment wstępu Jana Szczęsnego Herburta do edycji Kroniki Kadłubka z 1612 roku

W XVII wieku jeden z rękopisów Kroniki polskiej trafił w ręce pisarza politycznego i wydawcy dzieł polskiej historiografii Jana Szczęsnego Herburta. Gdy w 1612 roku Herburt opublikował w Dobromilu Kronikę Wincentego Kadłubka (Historia Polonica Vincentii Kadlubkonis episcopi Cracovensisi), zaznaczył, że nie jest to najstarsze znane mu dzieło polskiej historiografii, bo jest w posiadaniu rękopisu dużo starszej kroniki, której autora nazwał po łacinie Gallus Anonymus. Herburt nie zdążył jednak przed śmiercią opublikować z posiadanego przez siebie rękopisu tekstu tej anonimowej Kroniki polskiej.
We wstępie do wydania dzieła Kadłubka Herburt napisał między innymi, nie zgadzając się z przyjętą wcześniej przez Marcina Kromera chronologią kolejności napisania polskich kronik średniowiecznych: Mirari me quod Cromerus sumus reuera Patriae nostrae mistes illum primum historiam scripsisse dicat, cum nos duos priores Gallum Anonymum et Baśkonem custodem Poznianiensem habeamus, tibique daturi, Deo Duce, simus („Jestem zaskoczony, że Kromer, którego mamy za prawdziwego mistrza, nazywa ją [Kronikę Kadłubka] pierwszą historią Ojczyzny naszej, kiedy my mamy, dzięki przewodnictwu Boga i składając Jemu hołd, dwie wcześniejsze – Galla Anonima i Baszka, kustosza poznańskiego“).
Jan Szczęsny Herburt dorzucił do pochodzącego od Marcina Kromera określenia Gall słowo Anonim i w ten sposób stał się twórcą zbitki słownej Gall Anonim, która dużo później – bo dopiero pod koniec XIX wieku – stanie się najpopularniejszym określeniem autora Kroniki polskiej.

### Gotfryd Lengnich

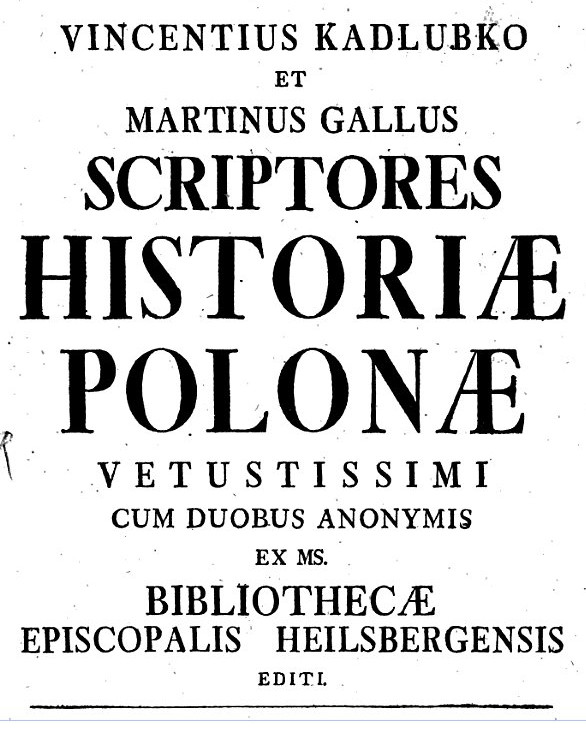
Strona tytułowa pierwszej edycji drukowanej Gotfryda Lengnicha z 1749 roku. Wydawca nazwał kronikarza „Marcinem Gallem”

W roku 1749, na podstawie Rękopisu Heilsberskiego z notatkami Marcina Kromera, pierwszą edycję drukowaną Kroniki polskiej przygotował gdański historyk, prawnik i syndyk miejski Gotfryd Lengnich. Próbując ustalić tożsamość autora Kroniki, Lengnich połączył notę marginalną autorstwa Kromera o Gallu z informacją, którą znalazł w Rocznikach Jan Długosza na temat Marcina Gallika (Martinus Gallicus).
Długosz w pierwszej księdze Roczników, czyli kronik sławnego Królestwa Polskiego zapisał informację o śmierci Lestka (u Długosza drugiego władcy tego imienia). Błędnie tylko jako źródło informacji podał jakiegoś Marcina Gallika, bo wiadomość zaczerpnięta została z tzw. Roczników Einharda. Wzmianka Długosza brzmi: Nonnulli aserunt, hunc Lestkonem in prelio cum Carolo, filio Karoli Magni inito victum et occisum; ita enim reperi Martinum Gallicum de eo scripsisse („Niektórzy podają, że ten Lestko w bitwie z Karolem, pierwszym synem Karola Wielkiego, przegrał i poległ; odszukałem bowiem, że Marcin Gallik tak o nim napisał”) Aleksander Semkowicz w roku 1887, w Krytycznym rozbiorze «Dziejów polskich» Jana Długosza do roku 1384, wyjaśnił tę kwestię: Długosz znalazł w jakimś Marcinie Gallicu wiadomość wypisaną dosłownie z Einharda (Annales ad a. 805) o wojnach syna Karola W. z Lechem (?). Rudolf Koepke i Jan Szlachtowski stwierdzili, że glossę do Roczników Einharda znalazł Długosz w interpolowanym kodeksie, którego autorem był jakiś Martinus Gallicus. Za tym zdaniem poszli inni historycy, którzy uważają, że Długosz nie miał na myśli autora Kroniki Polskiej, lecz nieznanego, wymienionego jedynie przez Długosza i to tylko raz, Marcina Gallika.
Jednakże Lengnich powiązał w 1749 roku wzmiankę Jana Długosza o Marcinie Galliku z glosą Marcina Kromera z Rękopisu heilsberskiego i na tej podstawie przypisał autorowi Anonimowi imię Marcin Gall, a także opatrzył tym imieniem pierwsze wydanie Kroniki polskiej, które zatytułował Vincentius Kadlubko (Mierzwa) et Martinus Gallus scriptores historiae Polonica vetustissimi.
Po opublikowaniu drukiem Kroniki przez Lengnicha w roku 1749 – aż do końca XIX wieku – w kolejnych wydaniach, tłumaczeniach oraz opracowaniach historyków i literaturoznawców, Anonim był określany najczęściej jako Marcin Gall. Imię to na długo zadomowiło się w polskiej historiografii i literaturze.

### Szlachtowski i Koepke
Ustalenia Gotfryda Lengicha sprostowali we wstępie do edycji w Monumenta Germaniae Historica z roku 1851 Jan Szlachtowski i Rudolf Koepke: nie powinno się używać imienia ani Marcin, ani Gall, gdyż brak ich u wcześniejszych pisarzy, których wiedza jest bardziej wiarygodna.
Szlachtowski i Koepke uważali, że skoro średniowieczni kronikarze, którzy korzystali z prac Anonima, nie znali jego imienia, wszystkie późniejsze próby oparte są na niedostatecznych podstawach. Stąd też Kronikę polską wydali bez podawania imienia autora.

### Stanisław Kętrzyński
Imię „Marcin Gall”, nadane przez Lengnicha, ocenił bardzo ostro Stanisław Kętrzyński w 1899 roku i uznał, że najwłaściwszy będzie powrót do określenia zaproponowanego przez Jana Szczęsnego Herburta w XVII wieku. Wskazując na nierozwiązywalność problemu tożsamości Anonima, tak uzasadniał swoje zdanie: wyżej mówiliśmy o nazwach, dawanych autorowi kroniki w XVIII i XIX w. (…) i o błędności lub nieuzasadnieniu tych wszystkich hypotez. Ponieważ ani kronika sama, ani żadne inne wiarogodne źródło nie daje nam wskazówek do rozwiązania tego zagadnienia, musimy je, jako obecnie nierozwiązalne, odłożyć na bok, by zaś w pracy mieć odpowiedni termin do oznaczania autora kroniki, będę używał wyrażenia najwłaściwszego, wprowadzonego przez Herburta: Gall-Anonim.
Propozycja Kętrzyńskiego powszechnie się przyjęła. W pierwszej połowie XX wieku autora nazywano niemal wyłącznie Gallem Anonimem. Od połowy wieku badacze odrzucający hipotezę o francuskim pochodzeniu zaczęli stosować formę „Anonim tzw. Gall”, która ma podkreślać, że kronikarz prawdopodobnie nie pochodził z Francji. Zdaniem Gerarda Labudy siła argumentów za pochodzeniem Anonima z Wenecji jest tak wielka, że należałoby zmienić jego imię na Wenecjanin Anonim.

## Hipotezy o pochodzeniu Anonima

### Hipoteza wenecka

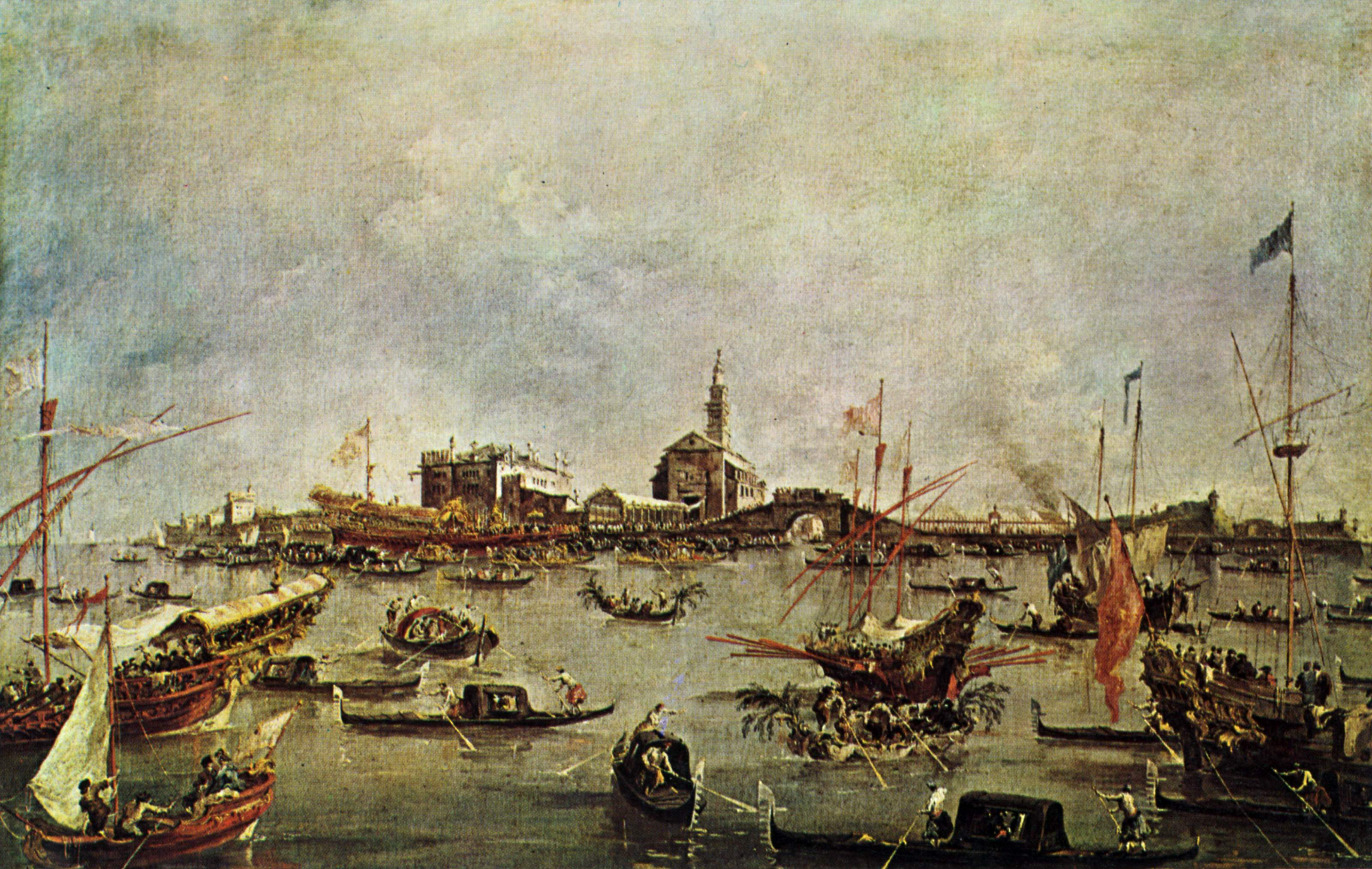
Kościół i klasztor św. Mikołaja na wyspie Lido koło Wenecji na obrazie Francesco Guardi z XVIII wieku. Według zwolenników hipotezy weneckiej Gall Anonim jest tożsamy z Mnichem z Lido

Z koncepcją włoskiego pochodzenia Anonima wystąpili Jan Szlachtowski i Rudolf Koepke w przedmowie do wydania Kroniki z roku 1851. Twierdzili: Jedni chcieli, aby był Francuzem, inni – Niemcem, lecz nie urodził się w żadnym z tych narodów, wydaje się, że był Włochem. Jednym z argumentów podniesionych przez Szlachtowskiego i Koepkego było użycie w tekście Kroniki słowa „vastaldiones”, które jest zniekształconą formą longobardzkiego „gastaldiones”: To słowo tylko u włoskich pisarzy się pojawia i zgoła nie można stwierdzić, w jaki sposób mnich Polak lub Niemiec, z takim słowem, które tylko do uszu pielgrzymów może dotrzeć, mógł się zetknąć. Szlachtowski i Koepke uważali również, że na włoskie pochodzenie Anonima wskazuje używanie przez kronikarza terminu „Alemanowie”: I przez to wydaje się być Włochem, że Niemców wszędzie nazywa Alemanami, czego niemieccy przynajmniej autorzy nie czynili, jak wszyscy wiedzą.
W 1895 roku hipotezę Szlachtowskiego i Koepkego poparł Maksymilian Gumplowicz w napisanej na Uniwersytecie Wiedeńskim pracy Bischof Balduin Gallus von Kruszwica.
W 1904 roku hipotezę włoską uznał za najbardziej uzasadnioną związany z Uniwersytetem Lwowskim historyk Tadeusz Wojciechowski. Doprecyzował ją, wskazując na Wenecję, jako miejsce pochodzenia Anonima. W Studiach Historycznych stwierdził: Jest też zgoda na to, że Gallus był plemienia i języka romańskiego, a rozumiałbym, że rodził się w pobliskiej z Węgrami Wenecji. Według Wojciechowskiego Anonim pochodził z rodu Orseolich i został wygnany z ojczyzny. Początkowo ukrywał się w klasztorze św. Mikołaja na wyspie Lido, później przeniósł się na Węgry, gdzie był wychowawcą księcia Mieszka, przybywającego tam na wygnaniu. Razem z nim przybył do Polski w roku 1086, gdzie wstąpił do opactwa benedyktynów Lubiniu, a następnie pracował w kancelarii Bolesława Krzywoustego.
Dla rozwoju hipotezy włoskiej duże znaczenie miała wydana w Poznaniu praca Feliksa Pohoreckiego z 1930 roku Rytmika kroniki Galla-Anonima. Podhorecki, analizując tekst Kroniki doszedł do wniosku, że jej styl literacki wywodzi się z Italii i wykazuje duże podobieństwo do piśmiennictwa XII-wiecznej kancelarii papieskiej. Wskazując na Włochy, jako kraj pochodzenia Anonima, Podhorecki dowodził, że dla ustalenia tożsamości Galla kluczowe znaczenie będą miały badania nad stylem tekstu: Jak długo zatem nie odkryjemy współczesnego Gallowi dzieła o tym samym rozkładzie form (...) tak długo nie rozwiążemy zagadki Galla Anonima.
Momentem przełomowym była rozprawa Danuty Borawskiej Gallus Anonim czy Italus Anonim z 1965 roku, w której zwróciła uwagę na Historię o translacji św. Mikołaja Wielkiego autorstwa anonimowego mnicha z klasztoru na wyspie Lido koło Wenecji. Utwór ten wykazuje wiele podobieństw do Kroniki, do tego został napisany w latach 1102–1108, więc przed przybyciem Anonima do Polski. Związany jest z rozwojem w łacińskiej Europie kultu św. Mikołaja, czczonego do tego czasu głównie na Wschodzie. W 1087 roku przeniesiono relikwie z Miry w Licji do Bari we Włoszech. W odpowiedzi wenecjanie sprowadzili do swojego miasta „prawdziwe” relikwie. Niewdzięczne zadanie przekonania świata o słuszności sprawy zaaranżowanej przez Wenecjan wziął na siebie anonimowy autor „Translacji” (…) „Translacja św. Mikołaja”, cenione źródło do pierwszej wyprawy krzyżowej, posiada dla historyka polskiego dodatkową wartość ze względu na analogie do Kroniki Galla, jakie wykazuje stylistyka, język, formy rytmiczne i rymy utwory weneckiego – napisała Borawska.

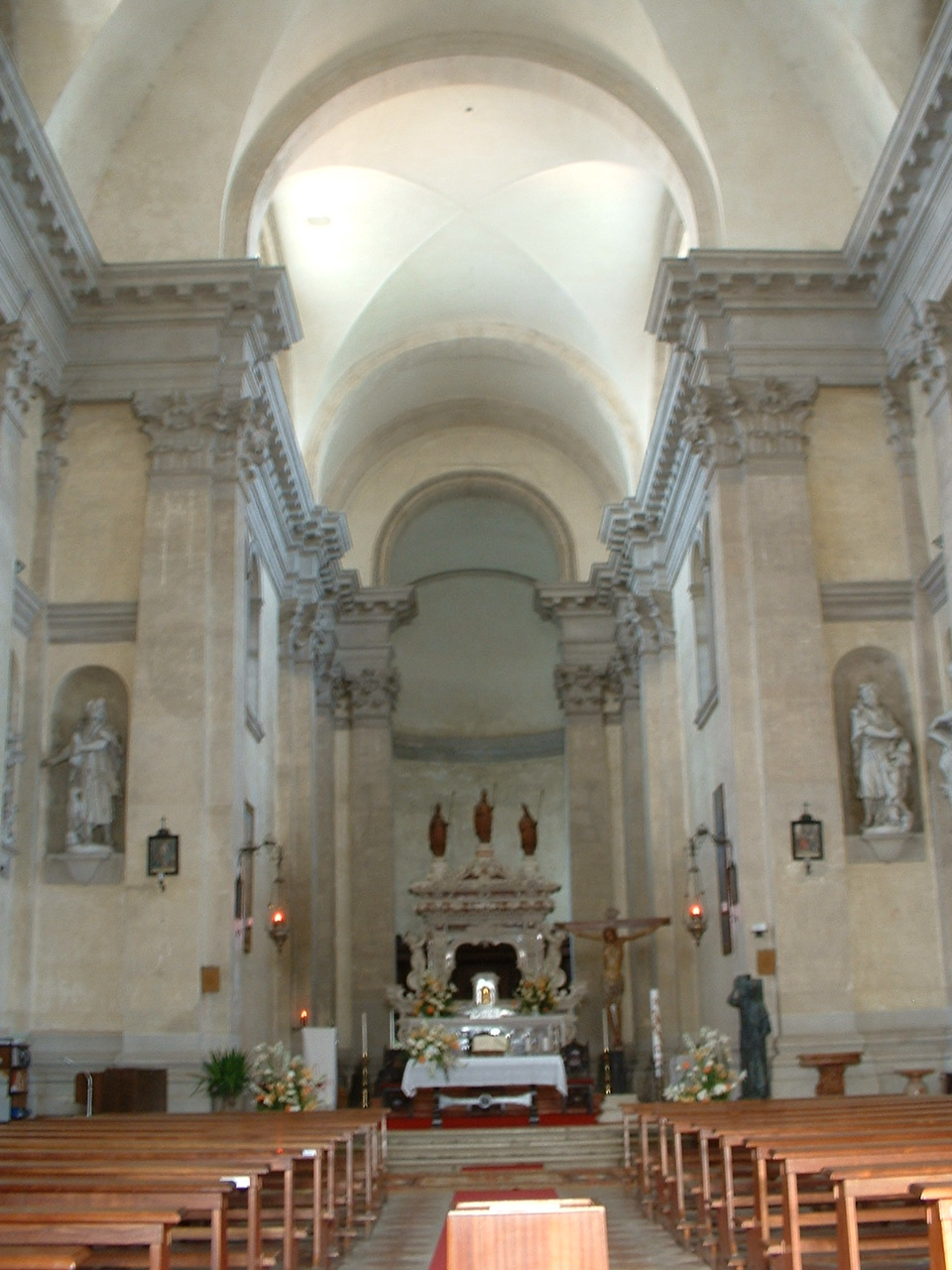
Wnętrze kościoła św. Mikołaja na Lido z relikwiami świętego w ołtarzu

W analizie opublikowanej w 2008 roku Tomasz Jasiński rozwinął tezy Borawskiej, wyciągając wnioski z prac filologów zajmujących się rytmiką średniowiecznej prozy łacińskiej. Dzięki temu mógł oprzeć hipotezę na bardzo poważnych podstawach a podjęte przez niego szerokie badania nad prozą średniowieczną, wykorzystujące programy komputerowe, przyniosły nowe argumenty. Galla należy łączyć z Italią, a konkretnie z Wenecją, będącą wówczas jedną z najbardziej rozwijających się ośrodków literatury łacińskiej w Europie – stwierdził Jasiński. Z tego kręgu kulturowego wywodził się Gall Anonim utożsamiany i identyfikowany z Mnichem z Lido. Tylko w świetle tej proweniencji można wyjaśnić niepowtarzalność prozy Gallowej, której najbardziej niezwykłą cechą była rytmika oparta na dominacji „veloxu” przy znacznym udziale „trispondaicusa”. Gall jako pisarz i stylista był i jest nadal niedoceniany przez dotychczasowych badaczy.
Po porównaniu treści obu kronik Jasiński doszedł do wniosku, że chociaż treść ich jest różna, to forma jedna i ta sama. Wspólna jest im metoda nagłego przerywania narracji, aby później powrócić do tematu. W obu spotykamy zwrot „długo trwałoby [o tym] opowiadać” (łac. longum existet enarrare), którym autor uchyla się od podnoszenia trudnych problemów, oraz opowieści zaczynające się od krótkich okrzyków radości lub smutku. Oba przeniknięte są patriotyzmem, wzajemnie powtarzają te same frazy i epitety a ich słownictwo jest bardzo podobne. Obie też zostały napisane przez autora, który nie ujawnił własnego imienia.
Teza o identyczności Galla Anonima i Mnicha z Lido zyskała wielu zwolenników, choćby w osobie Gerarda Labudy. Będącym w mniejszości oponentom nie udało się jak dotąd podważyć podstawy konstrukcyjnej tej hipotezy.

### Hipoteza francuska

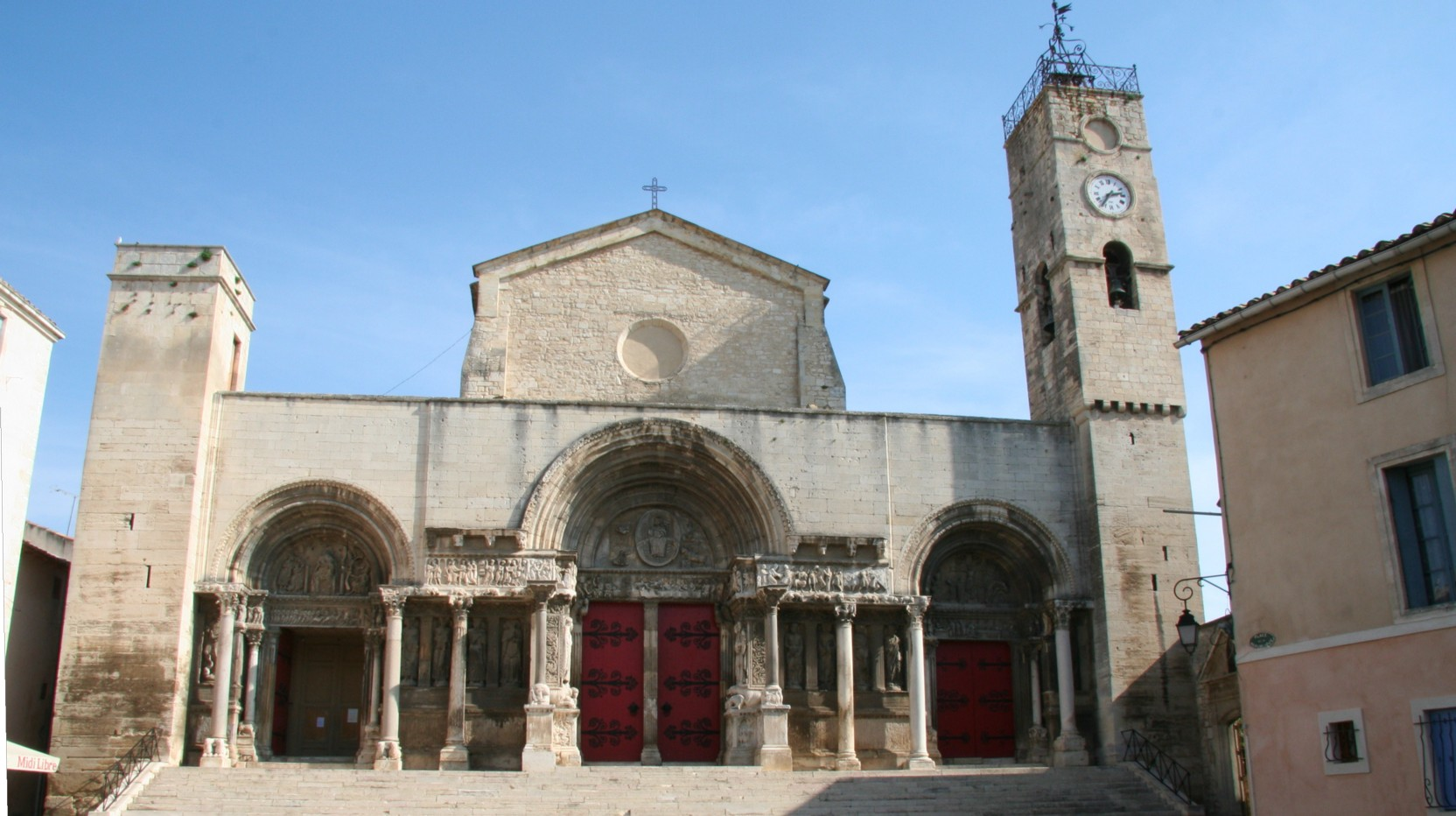
Opactwo św. Idziego w Prowansji, gdzie według zwolenników hipotezy francuskiej mnichem miał być Gall Anonim

Zanim badacze wykazali podobieństwa między pracami Galla i Mnicha z Lido, dominującą hipotezą było twierdzenie o francuskim pochodzeniu autora Kroniki polskiej. Twórcą tej koncepcji był w XVI wieku Marcin Kromer, a poparł ją w 1846 roku Joachim Lelewel.
Podstawowe argumenty na poparcie tezy o francuskim pochodzeniu Anonima przedstawił w 1864 roku August Bielowski, według którego Gall był mnichem z opactwa św. Idziego w prowansalskim St. Gilles. Zgodnie z przekazem Kroniki, Władysław Herman wysłał do Francji kapelana swej żony Judyty, aby złożył w St. Gilles bogate wota z prośbą do mnichów o modlitwę w intencji poczęcia następcy. Wdzięcznym okazał się xiąże polski za cud doznany: powstawały w Polsce kościoły i zakłady kosztowne – twierdził Bielowski. Jeden tedy z zakonników ś. Idziego, który ile się zdaje, był oraz młodego króla kapelanem, radą i pomocą prałatów polskich wsparty, postanowił i dawne zasługi zakonu swego odświeżyć w pamięci narodu i położyć nowe, spisując dzieje Polski а szczególniej czyny mężnego i żądzą sławy pałającego Bolesława.
Stanisław Kętrzyński podzielił w 1899 roku opinie Bielowskiego, zauważając że osią, wokół której toczyło się opowiadanie Galla Anonima był cud św. Idziego. Kult i cześć wielka, którą żywi on dla tego Świętego, przebija się na wielu miejscach naszej kroniki, jest tu nawet ku czci tego Świętego wierszowana legenda. Kronikarz troskliwy jest o sławę klasztoru i chwałę św.Idziego, (…) nie obce mu jest mu i imię ówczesnego opata klasztoru w Saint-Gilles. (…) Przychodzimy do wniosku, iż był on, tak bowiem wszystko świadczy, mnichem klasztoru Saint-Gilles w Prowancyi.
W XX wieku bronił hipotezy francuskiej i rozwijał ją Marian Plezia, według którego Anonim wywodził się z francuskiego środowiska zakonnego i intelektualnego. Zwolennicy hipotezy francuskiej nadal wskazywali na związek kultu św. Idziego w prowansalskim St. Gilles z Gallem Anonimem. Filialnym klasztorem St. Gilles był założony w roku 1091 klasztor św. Idziego w Somogyvár na Węgrzech, do którego jako pokutnik w 1113 roku pielgrzymował Krzywousty. Ponieważ Gall wspomniał, że jechał w orszaku księcia z Węgier do Gniezna, prawdopodobnie spotkał się z Bolesławem w Somogyvár i stamtąd przybył do Polski. Autor Kroniki, zgodnie z tą koncepcją, został wcześniej wysłany z macierzystego St. Gilles do nowo założonego, filialnego klasztoru na Węgrzech.
Pod wpływem badań nad łacińską prozą rytmiczną hipoteza francuska została pod koniec XX wieku zmodyfikowana. Ponieważ nie ma dowodów na podobną twórczość w XI-wiecznej Prowansji, Marian Plezia w 1984 roku powiązał prozę Anonima z pracami Hildeberta z Lavardin, mistrza szkoły w Le Mans, potem biskupa tego miasta i arcybiskupa Tours. Gall miał nauczyć się układać prozę rytmiczną w szkołach nad Loarą, w okolicach Tours i Orleanu, potem został mnichem w opactwie w St. Gilles. Stamtąd, przez klasztory św. Marka w Wenecji i św. Idziego w Somogyvár na Węgrzech, przybył do Polski.

### Hipoteza flandryjsko-walońska

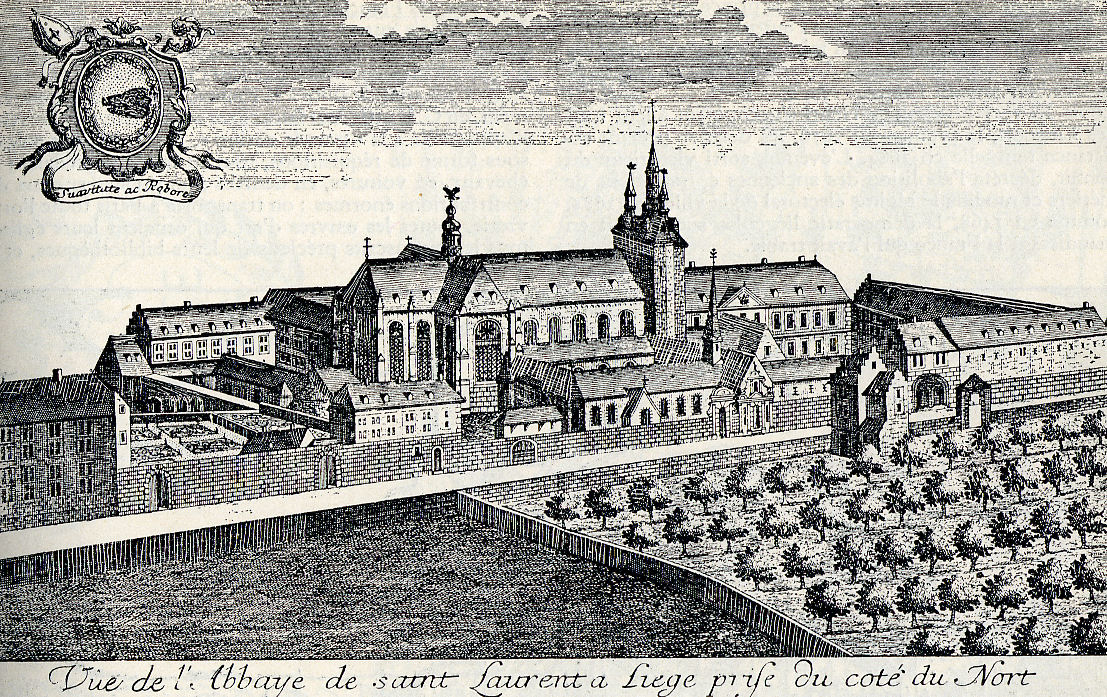
Opactwo św. Wawrzyńca pod Liège, z którym według zwolenników hipotezy flandryjskiej miał być związany Gall Anonim (akwaforta z XVIII wieku)

Pierwszy z koncepcją, że Anonim pochodził z pogranicza flandryjsko-walońskiego wystąpił Jan Wincenty Bandtkie w 1820 roku. W 1895 roku Max Gumplowicz dowodził, że Gallus pochodził z Flandrii i przez Wenecję, Karyntię i Węgry przybył do Polski. Był mnichem z opactwa św. Wawrzyńca w Liège, a w Polsce został pierwszym opatem założonego przez mnichów z Flandrii filialnego klasztoru w Lubiniu. Znajduje to oparcie w tekście, gdyż wysławiany w tekście Skarbimir Awdaniec był synem Michała, fundatora klasztoru lubińskiego. Po napisaniu Kroniki, jak twierdził Gumplowicz, jej autor został biskupem, bo w katalogu biskupów kujawskich wymieniony został Baldwin Gall. Według Gumplowicza, autor Kroniki polskiej, pierwszy opat lubiński i biskup kujawski Baldwin to ta sama osoba, określana ze względu na pochodzenie jako Gall.
W 1899 roku Stanisław Kętrzyński ostro skrytykował poglądy Gumplowicza jako niemające realnej podstawy. Główną osią jest tu nazwa „Gallus”. Znalazłszy ją przy biskupie Baldwinie, zidentyfikował z nim dość późną o naszym „Gallu” tradycyę i uznał go za autora naszej kroniki. Tej samej podstawy brak i przy dowodzie, że był lubińskim opatem, bo na podstawie czci św. Wawrzyńca, lub opisywania czynów Skarbimira dowieść tego nie można.
Jednak teza o związkach Anonima z Liège i Lubiniem ma oparcie w dwóch fragmentach kroniki i wielu późniejszych badaczy do niej wracało. Jednym z nielicznych wydarzeń, któremu przypisał Anonim datę dzienną, było zwycięstwo Krzywoustego nad Pomorzanami w Dzień św. Wawrzyńca, patrona klasztorów w Liège i Lubiniu. Obfitująca w szczegóły aluzja Anonima do ceremonii żałobnej cesarza Henryka IV sugeruje, że być może autor był jej naocznym świadkiem. Cesarz zmarł w Liège, gdzie znalazł schronienie prześladowany przez swego syna Henryka V. Po kilku latach syn sprowadził zwłoki ojca do Spiry i pochował w tamtejszej katedrze 7 sierpnia 1111 roku.
W połowie XX wieku zwolennikiem hipotezy flandryjsko-walońskiej był wydawca Kroniki Karol Maleczyński. Oparł się m.in. na analizie literackiej i wykazywał paralele między tekstem Anonima a niektórymi kronikami z Normandii i południowej Anglii, w których używano prozy rytmicznej rodem z Flandrii. Johannes Fried wskazał natomiast, że zaginiona Pasja św. Wojciecha, cytowana przez Anonima, nie była znana w Italii ani we Francji, a napisana została – z tego, co wiemy o wczesnym kulcie św. Wojciecha – w diecezji Liège. Nauka o przywilejach monarszych, której wyraźne ślady odnajdujemy u Galla, w tej właśnie formie również powstała we Flandrii.
Sceptyczny wobec hipotezy flandryjskiej był Marian Plezia, który uważał za mało prawdopodobne łączenie kronikarza z flandryjskim kręgiem kulturowym, jak to niejednokrotnie dawniej i teraz przypuszczano. Rzecz sama przez się nie jest wykluczona, bo kult św. Idziego np. szerzył się także na północy Francji, ale konkretne argumenty, jakie przytaczano w tej mierze, nie miały jak dotąd charakteru decydującego.

### Hipoteza węgierska

#### Hipoteza węgiersko–słowiańska

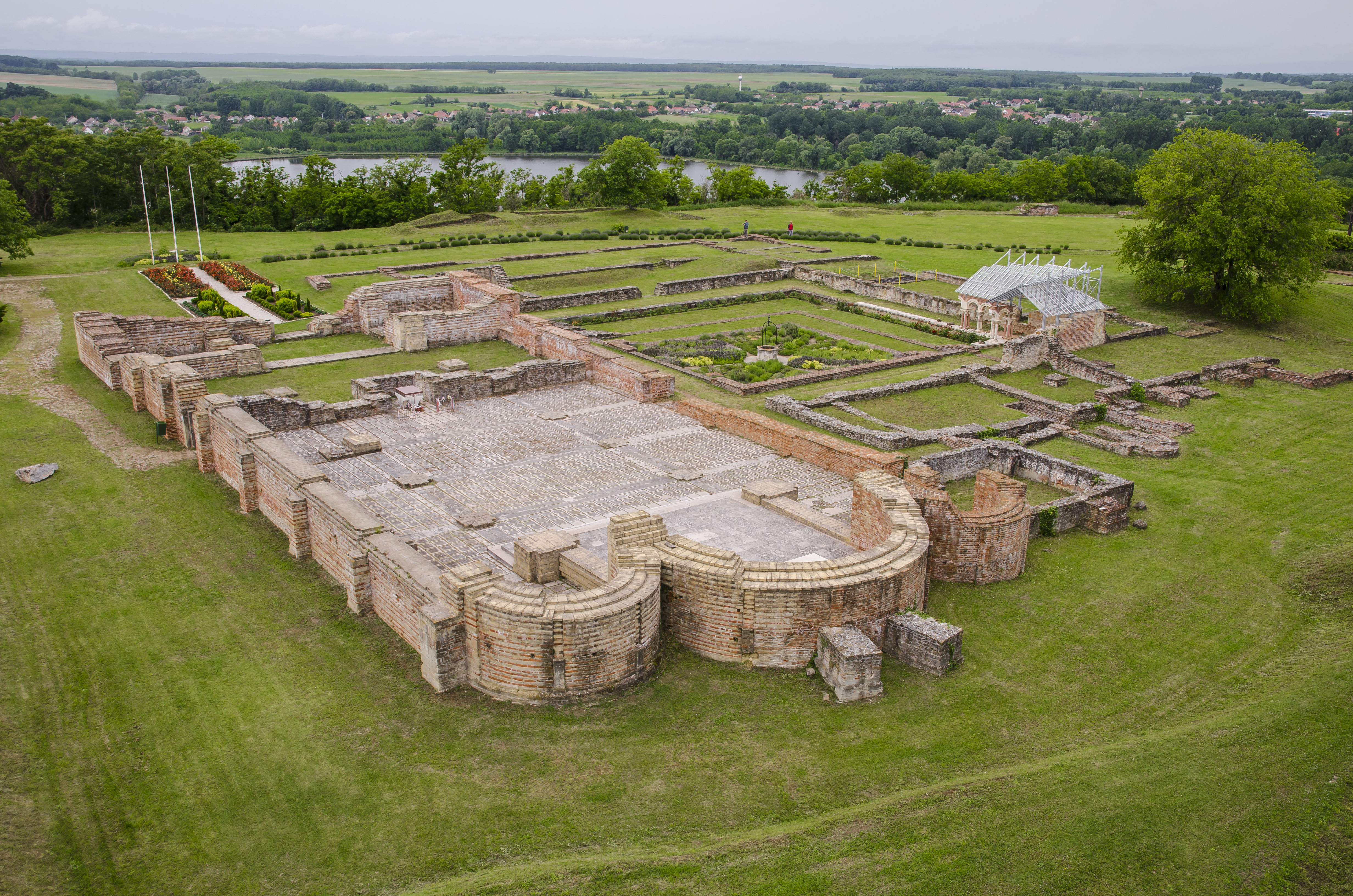
Pozostałości Opactwo św. Idziego w Somogyvár w Somogyvár na Węgrzech. Według zwolenników hipotezy węgierskiej Gall Anonim był w nim mnichem, zanim przybył do Polski

W 1909 roku dyrektor Zakładu Narodowego im. Ossolińskich we Lwowie Wojciech Kętrzyński, w pracy Niektóre uwagi o autorze i tekście najdawniejszej kroniki polskiej, doszedł do wniosku, że Anonim był Słowianinem pochodzącym z Węgier. Świadczyć o tym miała dobra znajomość granic Słowiańszczyzny, liczne slawizmy w tekście oraz użycie słowiańskich nazw geograficznych w Kronice. Równie znakomita znajomość geografii i dziejów Węgier wskazują na to – zdanie Kętrzyńskiego – że Anonim był Słowianinem węgierskim. Fragment Kroniki, w którym znalazła się wzmianka o nieukończonym kościele w Bazoarium, skłonił Kętrzyńskiego do wysunięcia hipotezy, że opowiada on o rodzinnych stronach autora. Kętrzyński lokalizował Bazoarium nad rzeką Rabą. Twierdził, że Anonim przybył do Polski jako nauczyciel powracającego do ojczyzny z Węgier Mieszka Bolesławowica, przydzielony na to stanowisko przez króla Władysława. Po otruciu Mieszka Gall uszedł z dworu i szukał schronienia u biskupów. Opieką otoczył go kanclerz Michał z rodu Awdańców, na którego prośbę, po śmierci Władysława Hermana, Anonim zaczął pisać dzieje Bolesława Krzywoustego.
Hipotezę węgierską rozwinął historyk literatury z Uniwersytetu Lwowskiego Aleksander Brückner, który w pracy Pierwsza powieść historyczna z 1924 roku uznał Anonima za Węgra lub Słowianina węgierskiego. Zwrócił on uwagę na zapisany dwukrotnie w Kronice termin pristaldus („przystaw”), występujący w łacinie średniowiecznej jedynie na Węgrzech a nieznany w pozostałych krajach Europy. Na węgiersko-słowiańskie pochodzenie Galla wskazują również – zdaniem Brücknera – znajomość realiów i historii węgierskiej oraz liczne bohemizmy. Brückner był autorem koncepcji, zgodnie z którą Gall był benedyktynem z węgierskiego opactwa św. Idziego w Somogyvár, założonego w końcu XI wieku. Tam zdobył informacje na temat klasztoru, z którego pochodzili pierwsi mnisi węgierskiej fundacji – opactwa św. Idziego w prowansalskim St. Gilles – oraz kultu świętego Idziego.
Również autor przekładu Kroniki na język polski Roman Grodecki, profesor na Uniwersytecie Jagiellońskim, przyjął w 1924 roku hipotezę Kętrzyńskiego i uzupełnił ją własnymi argumentami. Grodecki doszedł do wniosku, że Anonim nie był Węgrem, gdyż zbyt entuzjastycznie opisywał Słowiańszczyznę, kreśląc jej obraz na kształt krainy idealnej. Natomiast Węgrów nazywał Gall Hunami, co było niespotykane u ówczesnych pisarzy węgierskich. Te argumenty oraz liczne slawizmy w tekście Kroniki dowodzą – zdaniem Grodeckiego – że najprawdopodobniej zatem autor był Słowianinem bliżej niedającego się określić narodu słowiańskiego z Węgier, w znaczeniu korony św. Stefana; w każdym razie to pewna, że przed przybyciem do Polski pewną część życia przynajmniej spędził na Węgrzech.
Teodor Tyc z Uniwersytetu Poznańskiego poparł hipotezę węgierską w pracy Z dziejów kultury w Polsce średniowiecznej, wydanej w 1924 roku. Co prawda nie odrzucał całkowicie możliwości, że Anonim był Węgrem, ale skłaniał się ku jego pochodzeniu słowiańskiemu. Anonim – zdaniem Tyca – znał bardzo dobrze języki słowiańskie, gdyż prawidłowo przekładał polskie oraz pomorskie nazwy na łacinę. Tyc, podobnie jak Brückner, był zdania, że przed przybyciem do Polski Gall związany był z klasztorem św. Idziego w Somogyvár.
Krytycy hipotezy węgiersko–słowiańskiej (np. Tomasz Jasiński) kwestionują występowanie w tekście Kroniki bohemizmów, czy szerzej – zapożyczeń z języków zachodniosłowiańskich. Slawizmy Anonima wyprowadzają oni z języków południowosłowiańskich, zwłaszcza języka chorwackiego. Badacze ci uważają, że Gall posługiwał się chorwackim, a język ten mógł poznać nie tylko na Węgrzech, ale również w północnych Włoszech czy Dalmacji.

#### Hipoteza węgiersko–francuska
w 2008 roku węgierski historyk Dániel Bagi z Uniwersytetu w Pécs, w monografii Królowie węgierscy w „Kronice” Galla Anonima, rozwinął hipotezę węgierską poprzez szczegółową analizę informacji, które przekazał o Węgrzech Anonim. Jego zdaniem wyraźnie widać ze wzmianek w kronice Galla, że autor dużo wiedział o Węgrzech. Zanotował informacje o wielu królach, znał też miejscowości węgierskie i stosowaną terminologię urzędniczą, musiał więc tam przebywać przez dłuższy czas. Wszyscy wspomniani w dziele Galla królowie węgierscy są współcześni jednemu polskiemu władcy, dlatego są zasadniczo ważni dla Galla i Krzywoustego – stwierdził Bagi. W ten sposób św. Stefan był niezbędny do przedstawienia czynów największego wzoru Krzywoustego – Bolesława Chrobrego; postać króla Piotra wspomniana jest w związku z Kazimierzem Odnowicielem; św. Władysław jest nieodzownym bohaterem doby Bolesława II Śmiałego-Szczodrego, a Koloman Uczony jest współczesny samemu bohaterowi, Krzywoustemu. W kronice przeważają informacje geograficzne o Rusi Kijowskiej, Czechach, Morawach i Węgrzech. Spotkamy się rzadko z nazwami z Europy Zachodniej, pomijając wymieniony w formie ozdobnika literackiego Tybr oraz opisane jako część antycznych przykładów Troję i Rzym. Wyjątkami są Saint-Gilles, opis drogi ze wschodu do tego miasta oraz wspomniane z powodu wojen z Henrykiem V Bawaria i Saksonia. To wszystko wskazuje, zdaniem Bagi, że autor kroniki związany był z Europą środkową, a nie zachodnią.
Bagi uważał, że Anonim kształcił się we Flandrii, a na Węgrzech pojawił się po 1095 roku. Anonim spędził kilka lat w otoczeniu króla Kolomana, o którego wyjątkowej erudycji wspominał niezwykle specyficznie, po czym z dworu węgierskiego wyruszył do Polski. Przypuszczać można – według Bagi – że dlatego właśnie jemu powierzono zadanie, aby spisał gesta Bolesława Krzywoustego, ponieważ znał kult św. Idziego, stąd też Krzywousty mógł skorzystać z jego wiedzy.

### Hipoteza niemiecka
Uważany za ojca niemieckiego racjonalizmu Johann Salomo Semler, w pracy Animadversionum ad antiquores scriptores rerum Polonicarum specimen z roku 1772, uznał Anonima za Niemca. Doszedł do takiego wniosku porównując Kronikę polską z późniejszymi, średniowiecznymi kronikami śląskimi, np. Kroniką polsko-śląską. Polscy autorzy tych kronik używali bowiem niekiedy określenia Gall w stosunku do śląskich Niemców. Tezę Semlera rozwinął polski historyk Jerzy Samuel Bandtkie, kierownik Biblioteki Jagiellońskiej, który w swoich Dziejach Królestwa Polskiego z roku 1820 stwierdził, że Anonim pochodził z niemieckiej Nadrenii, pisał swoje dzieło w Leodium, skąd dwukrotnie podróżował do Jerozolimy, a pod koniec życia został przełożonym klasztoru bożogrobców w Miechowie. Hipotezy Semlera i Bendtkiego były konsekwencją błędu Godfryda Lengnicha, który uznał imię Gall za autentyczne. Koncepcje te upadły w nauce na początku XX wieku, zwłaszcza po krytyce w pracy Wojciecha Kętrzyńskiego z 1910 roku Niektóre uwagi o autorze i tekście najdawniejszej kroniki polskiej.

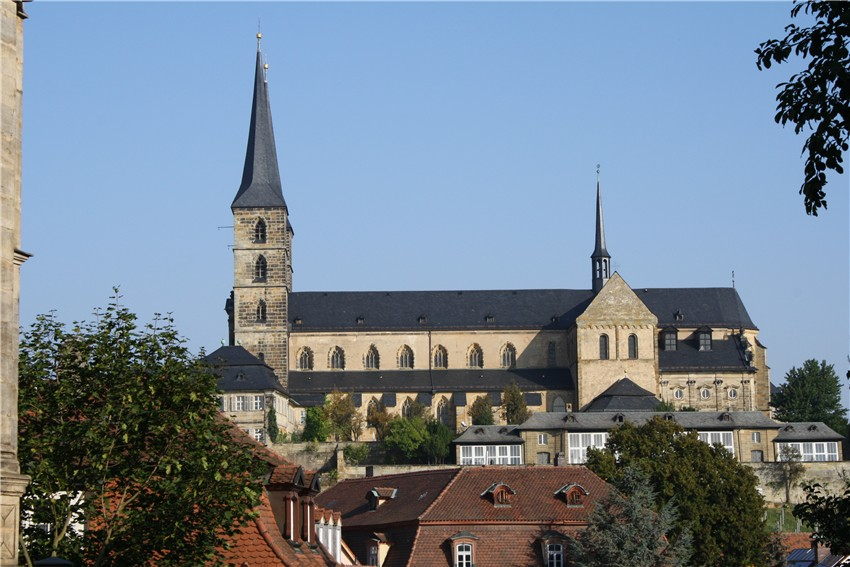
Klasztor Michelsberg w Bambergu, ufundowane w XI wieku, gdzie przechowywany jest relikwiarz ze szczątkami Ottona z Bambergu

Hipotezę niemiecką odnowił w 2009 roku mediewista z Uniwersytetu we Frankfurcie nad Menem Johannes Fried. Jego zdaniem Gall Anonim pochodził z Bawarii, ze środowiska intelektualnego związanego z biskupstwem w Bambergu. Fried utożsamił autora Kroniki z Ottonem z Bambergu, osobą znaną z bliskich związków z Polską i Bolesławem Krzywoustym. Analizując tekst Kroniki polskiej Fried stwierdził, że Anonim nie był prostym mnichem lub zwykłym duchownym – wysokie wykształcenie oraz możnowładcze poglądy Galla wywodzą się z Bambergu. Swoje badania podsumował tezą, że liczne szczegóły dotyczące opisu ziem polskich oraz przebiegu wydarzeń kościelnych i politycznych wskazują na to, że autorem Kroniki był Otton z Bambergu. Opuszczenie diecezji przez Ottona wyjaśnia – zdaniem niemieckiego historyka – dlaczego Gall skrywa swoje imię. Podsumowując swoją analizę Fried napisał: Rzecz jasna, żaden z wymienionych względów sam w sobie nie stanowi przesłanki co do tożsamości kronikarza, dopiero ich suma przemawia za jedną z opcji – tą mianowicie, że Gall Anonim to Otton z Bambergu.
W roku 2011 hipotezę niemiecką rozwinął polski historyk z Uniwersytetu Mikołaja Kopernika w Toruniu Jarosław Wenta. W pracy Kronika tzw. Galla Anonima. Historyczne (monastyczne i genealogiczne) oraz geograficzne konteksty powstania odrzucił on utożsamienie Anonima z Ottonem z Bambergu, ale z analizy tekstu Kroniki wysnuł wniosek, że jej autor pochodził z któregoś z możnowładczych rodów Bawarii lub Saksonii. Wenta analizując dalej język, formę i tradycję rękopiśmienną Kroniki postawił tezę, że wykształcenie Galla było charakterystyczne dla mnichów kluniackich. W związku z tym dowodził, że Anonim był mnichem w jednym z benedyktyńskich klasztorów kluniackich w południowych Niemczech – Siegburgu, Sankt Blasien, Hirsau lub Szafuzie. Za bardzo obiecującą, choć opierającą się na słabych przesłankach, uznał Wenta hipotezę, że śmierć Anonima zanotowano w kalendarzu z St. Blasien, gdzie przed rokiem 1126 wpisano notatkę kommemoracyjną poświęconą bliżej nieznanemu Pilgrimowi (Pielgrzymowi).
Hipoteza niemiecka spotkała się z wieloma głosami krytyki, które w 2012 zebrał w całość mediewista z Uniwersytetu im. Adama Mickiewicza w Poznaniu Edward Skibiński w pracy Uwagi o polemikach. Na marginesie dyskusji nad pochodzeniem Galla Anonima. Jego zdaniem nie można łączyć Anonima z Ottonem z Bambergu, gdyż nie zachowały się żadne teksty tego biskupa i nie ma materiału do porównań. Nadto dziejopisarze niemieccy byli wiernymi poddanymi cesarza, Otton nie mógłby więc zaangażować się po stronie księcia polskiego przeciwko własnemu władcy. Według Skibińskiego Kronika nie dostarcza żadnych informacji na temat rodowego pochodzenia jej autora, a to, co Gall pisze o różnych grupach etnicznych nie jest dostateczną podstawą, aby wiązać go z którąś z nich. Natomiast hipotezę utożsamiającą Pilgrima z Anonimem uznał Skibiński za „karkołomną“. W podsumowaniu stwierdził: Trudno dopatrzyć się (...) w Kronice Galla Anonima jakiegoś szczególnego zainteresowania sprawami niemieckimi. Perspektywa Kroniki Galla może być zgodna z weneckim lub węgierskim punktem widzenia, nie mieści się jednak w perspektywie pisarzy cesarstwa.

### Hipoteza polska
W roku 1819 Hipolit Kownacki, w pracy O rodzie najdawniejszego Polski dziejopisarza, uznał Galla za Polaka. Swoje stanowisko opierał na fragmencie Kroniki, w którym – jego zdaniem – Anonim miał nazwać Polskę ojczyzną a Polaków dobrymi towarzyszami. Twierdził, że Gallus to zlatynizowane nazwisko rodowe, które w języku polskim należałoby oddać jako Kur lub Kurek, zaś Anonim napisał swoje dzieło w Rzymie. Hipoteza ta została odrzucona w późniejszej nauce jako bezpodstawna.
Hipotezę polską poparł Adam Mickiewicz, który analizując warstwę literacką Kroniki stwierdził, że składnia tekstu oraz sposób ujmowania problemów wskazują na to, że Anonim pochodził z Polski. Zdaniem Mickiewicza człowiek, który tak pięknie pisał o Polsce i był przepojony polskim patriotyzmem, musiał być Polakiem.
W XX wieku edytorka tekstów średniowiecznych z Uniwersytetu im. Adama Mickiewicza Brygida Kürbis postulowała dalsze badania nad hipotezą polską pisząc o Kronice między innymi: Trudno w tym utworze rozpoznać pióro cudzoziemca, skoro literaturze narodowej takie kładł podwaliny. W XXI wieku poparł jej twierdzenia Marek Cetwiński z Uniwersytetu Wrocławskiego: Może i Gall był cudzoziemcem, ale któż jak nie on stworzył naszą literaturę? Nie jestem członkiem PiS-u ani jego sympatykiem, ale upomniałbym się o ten patriotyczny wątek.

### Rękopisy
Oryginał dzieła Galla Anonima oraz wczesne odpisy nie zachowały się. Znane są trzy średniowieczne kopie.
- Rękopis Zamoyskich, spisany około 1360 roku, przechowywany w Bibliotece Narodowej w Warszawie, sygn. BOZ cim. 28. Odkryty w 1848 roku. Fotokopia dostępna online. Faksymile w: Galla anonima Kronika, podobizna fotograficzna rękopisu Zamoyskich z wieku XIV. Julian Krzyżanowski (wyd.). Warszawa: Towarzystwo Naukowe Warszawskie, 1948.
- Rękopis Sędziwoja (nazywany niekiedy Rękopisem Czartoryskich), spisany w XV wieku, przechowywany w Bibliotece Czartoryskich w Krakowie, sygn. 1310. Prawdopodobnie jest to odpis z Rękopisu Zamoyskich, różnice między tymi dwoma rękopisami są niewielkie.
- Rękopis Heilsberski (czyli z Lidzbarka, ze zbioru biskupów warmińskich), spisany w XV wieku, przechowywany w Bibliotece Narodowej w Warszawie, sygn. rps. 8006 (skan dostępny w Polonie). Tekst w tym rękopisie jest w wielu miejscach interpolowany lub skrócony. Przy końcu pierwszej księgi tekst Galla został wymazany i zastąpiony Żywotem św. Stanisława z XIII wieku. Brak też w nim końcowych fragmentów księgi trzeciej. Rękopis zaginął w czasie powstania listopadowego, odnalazł się pod koniec XIX wieku. Różni się w wielu miejscach od Rękopisu Zamoyskich i Rękopisu Sędziwoja, ale nie są to różnice istotne dla treści Kroniki. Jest odpisem z zupełnej innej tradycji rękopisów niż dwa pozostałe.

### Wydania tekstu łacińskiego
Zdaniem Mariana Plezi (Plezia 1975, s.XCIII) żadna edycja tekstu Kroniki nie jest wolna od usterek. Należy korzystać z któregoś z najlepszych wydań – Szlachtowskiego i Koepkego, Bielowskiego lub Maleczyńskiego.
- Vincentius Kadlubko et Martinus Gallus: scriptores historiae Polonae vetustissimi, cum duobus anonymis ex ms. Bibliothecae Episcopalis Heilsbergensis edit. Gotfryd Lengnich (wyd.). Gdańsk: Gotfryd Lengnich, 1749, s. 56–102. [dostęp 2014-09-27]. Edycja na podstawie Rękopisu Heilsberskiego.
- M. Gallus Chronicon ad fidem codicum, qui servantur in Pulaviensi tabulario… Adami principis Czartoryscii… denuo recensuit, ex mandato Regiae Societatis Philomathicae Varsaviensis, vitamque S. Stanislai, atque inventarium ecclesiae metropolitanae Gnesnensis, adiecit…. Jan Wincenty Bandtkie-Stężyński (wyd.). Warszawa: Królewskie Towarzystwo Przyjaciół Nauk Warszawskie, 1824. [dostęp 2014-09-27]. Edycja na podstawie Rękopisu Heilsberskiego i Rękopisu Sędziwoja.
- Chronicae Polonorum. Jan Szlachtowski, Rudolf Koepke (wyd.). Hannover: MGH, 1851, s. 414–478, seria: Monumenta Germaniae Historica, SS IX. [dostęp 2014-09-24]. Edycja na podstawie Rękopisu Zamoyskich i Rękopisu Sędziwoja.
- Chronicae Polonorum. Jan Szlachtowski, Rudolf Koepke (wyd.). Paryż: J.P. Migne, 1854, s. 843–934, seria: Patrologiae Cursus Completus, T. CLX. [dostęp 2014-09-24]. Niemal bez zmian w stosunku do wydania z 1851 roku w MGH.
- Galla Kronika. August Bielowski (wyd.). Lwów: August Bielowski, 1864, s. 379–484, seria: Monumenta Poloniae Historica, T. I. [dostęp 2014-09-24]. Edycja na podstawie Rękopisu Zamoyskich i Rękopisu Sędziwoja.
- Anonima tzw. Galla Kronika, czyli dzieje książąt i władców polskich. Karol Maleczyński (wyd.). Kraków: 1952, seria: Monumenta Poloniae Historica, seria II, T. 2. Edycja na podstawie Rękopisu Zamoyskich, Rękopisu Sędziwoja i Rękopisu Heilsberskiego.
- Gesta Principum Polonorum. The Deeds of the Princes of the Poles. Paul W. Knoll, Frank Schaer (wyd., tł.). Budapeszt, Nowy Jork: 2003, seria: Central European Medieval Texts, Volume 3. ISBN 963-9241-40-7. Edycja Maleczyńskiego, prawie bez zmian, z angielskim tłumaczeniem.

### Tłumaczenia polskie
Tekst Galla Anonima jest bardzo trudny do wiernego oddania w innych językach niż łacina z powodu użycia przez autora prozy rymowanej i rytmicznej, a także zawartych w Kronice rymowanych pieśni. Powszechnie w literaturze cytuje się tłumaczenie Romana Grodeckiego, które uważane jest za najlepsze.
- Historya Bolesława III. króla polskiego. Hipolit Kownacki (tł.). Warszawa: książę Adam Czartoryski, 1821, s. 66–549. [dostęp 2014-09-28].
- Kronika Marcina Galla przełożona na język polski i objaśniona. Zygmunt Komarnicki (tł.). Warszawa: Zygmunt Komarnicki, 1873. [dostęp 2014-09-28].
- Anonim, tzw. Gall: Kronika Polska. Roman Grodecki (tł.). Kraków: Krakowska Spółka Wydawnicza, 1923, seria: Biblioteka Narodowa, seria I, nr 59. Tłumaczenie wielokrotnie wznawiane z poprawkami Mariana Plezi od 1965 roku. Ostatnie wydanie – Gall Anonim: Kronika Polska. Roman Grodecki (tł.), Marian Plezia (wst., opr.). Wrocław: Ossolineum, 2003.
- Gall Anonim: Wielkie czyny Bolesława Krzywoustego. Elżbieta Sadzewicz (tł.). Warszawa: Państwowe Zakłady Wydawnictw Szkolnych, 1948, seria: Biblioteka Ziem Odzyskanych. Autorka określiła pracę jako „wolny przekład”.